# Chrysopa villica
Chrysopa villica är en insektsart som beskrevs av Navás 1929. Chrysopa villica ingår i släktet Chrysopa och familjen guldögonsländor. Inga underarter finns listade i Catalogue of Life.